# Otto Veiel
Otto Veiel (* 23. November 1879 in Stuttgart; † 1945) war ein deutscher Richter am Reichsfinanzhof.

## Leben
Veiel studierte von 1898 bis 1903 Rechtswissenschaften in Tübingen und Leipzig. Wie sein Vater Ludwig Veiel wurde er Mitglied der Burschenschaft Germania Tübingen. Er wurde zum Dr. iur. promoviert.
Nach seinem Studium war er zunächst bei der Staatsanwaltschaft Stuttgart und danach in der Finanzverwaltung tätig. 
Von 1929 bis 1945 war er am Reichsfinanzhof tätig, zunächst als Reichsfinanzrat und ab 1939 als Senatspräsident.